# Anthea Stewart
Anthea Dorine Stewart (Blantire, 20 de noviembre de 1944) es una exjugadora zimbabuense de hockey sobre césped.

## Trayectoria
Stewart jugó para la selección de Sudáfrica desde 1963 hasta 1974. En los Juegos Olímpicos de Moscú 1980 representó a la selección de Zimbabue. El seleccionado zimbabuense no había clasificado para disputar el torneo, pero debido al boicot que realizaron varios países a la competencia, obtuvo la invitación para participar en el torneo. En el certamen ganó la primera y única medalla de oro de su selección.